# Сэйгайха
Сэйгайха или сэйкайха (яп. 青海波, «Волны лазурного моря»), реже пишется через другой иероглиф сэйгайха (яп. 静海波, «Волны тихого моря») — традиционный японский орнамент. Представляет собой концентрические круги, накладывающиеся друг на друга как чешуя.

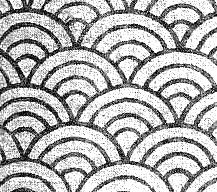
Орнамент сэйгайха

Происхождение орнамента сэйгайха точно не известно.
Самое раннее его употребление в Японии датируется периодом Кофун: узор нанесён на одежду могильной глиняной фигурки ханива VI века.
Исследовательница искусства Маюми Цуруока считает, что орнамент, вероятнее всего, произошёл из древней Персии, где таким мотивом украшалась глиняная посуда.
Оттуда он распространился на Дальний Восток в Китай, где помимо прочего стал использоваться на географических картах для обозначения моря, далее Корею и затем в Японию: узор часто появлялся на керамике северного Кюсю, где происходила активная торговля фарфоровыми изделиями с Китаем и заимствование китайских техник росписи.
В период Камакура орнамент встречался на керамике сэто и лакированных тушечницах.
В период Эдо лакировщик Сэйкай Кансити (яп. 青海勘七, работал в годы Гэнроку с 1688 по 1704 год) изобрёл технику сэйгайха-нури (яп. 青海波塗, «нури» — лакировка): он загущал лак уруси и затем процарапывал рисунок сэйгайха по полувысохшему лаку зазубренной лопаточкой или жёсткой кистью на ножнах для мечей и других лакированных изделиях.
Хотя орнамент был известен задолго до Сэйкая, благодаря ему он снова вошёл в моду.
После его смерти техника сэйгайха-нури оказалась утраченной, но в 1800-х годах после шести лет изучения сохранившихся образцов её сумел повторить лакировщик Сибата Дзэсин, загущая уруси белком яйца или глиной.
Название сэйгайха, согласно наиболее распространённой теории, пошло от одноимённой мелодии придворной музыки гагаку, а название мелодии, в свою очередь, произошло от китайского озера Цинхай (青海 — Цинхай — сэйгай — «лазурное море»).
Под эту мелодию исполнялся танец «Волны на озере Цинхай» — в «Повести о Гэндзи» есть эпизод, где принц Гэндзи его танцует — и в период Эдо костюмы танцующих украшались узором сэйгайха, но неизвестно, существовали ли подобные костюмы в период появления танца.
Высказывались также предположения, что название сэйгайха произошло от фамилии лакировщика Сэйкая, но были и возражения, что, наоборот, Сэйкай взял себе фамилию по названию прославившего его узора.
В настоящее время узор сэйгайха используется для тканей, идущих на традиционную японскую одежду: кимоно и оби (пояса). Орнамент встречается также на керамике и разнообразной лакированной утвари.
Существуют вариации узора, в которых чешуеобразно накладываются друг на друга не концентрические круги, а другие мотивы, например: кику-сэйгайха (яп. 菊青海波) — стилизованные хризантемы, мацу-сэйгайха (яп. 松青海波) — пучки сосновых иголок, хиси-сэйгайха (яп. 菱青海波) — концентрические ромбы, кумо-сэйгайха (яп. 雲青海波) — облака, и т.п.

## Иллюстрации

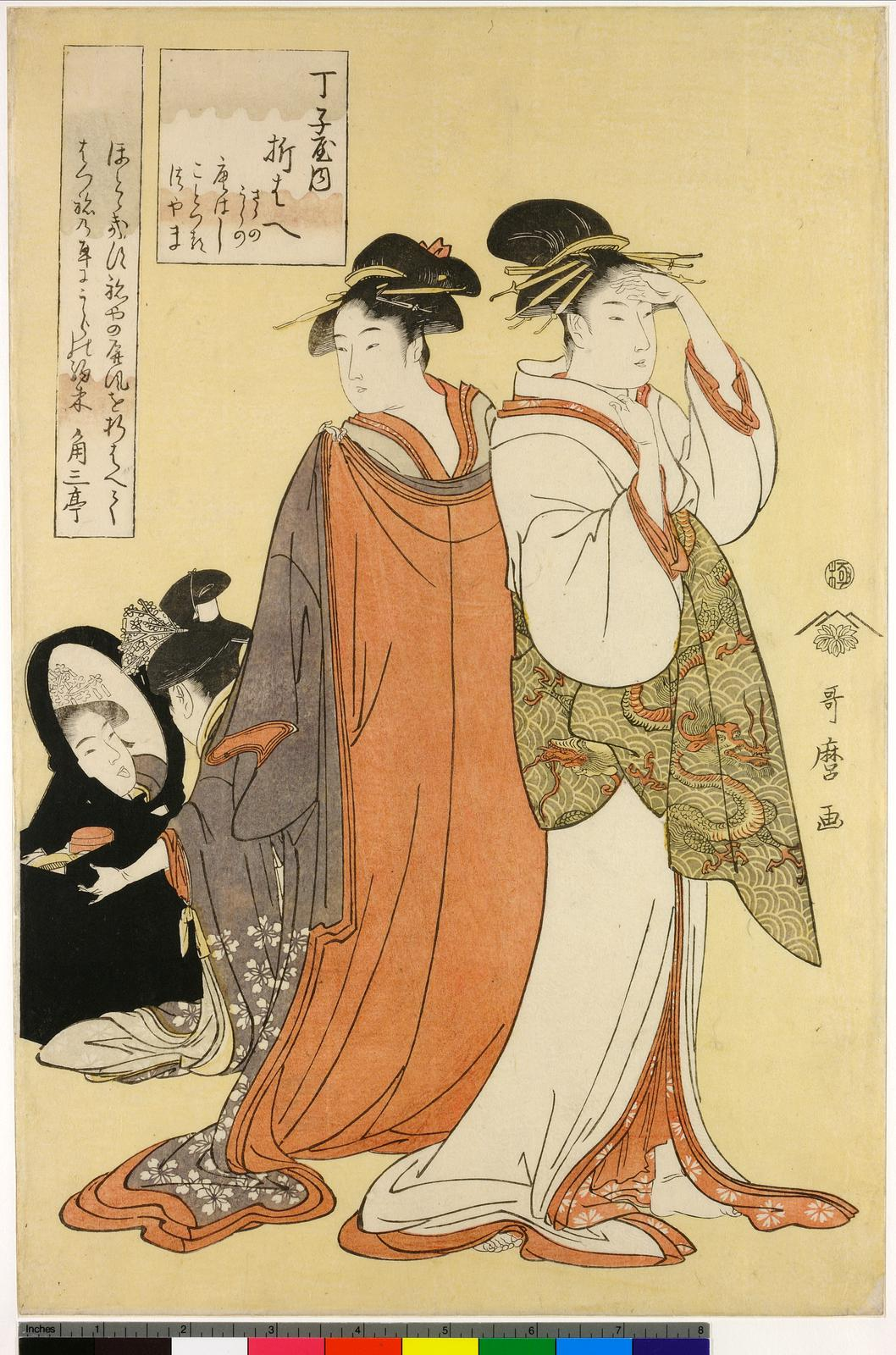
Куртизанка Орихаэ одевается с помощью прислужниц. Гравюра Китагавы Утамаро, 1793 год. На Орихаэ широкий пояс с узором сэйгайха и драконами
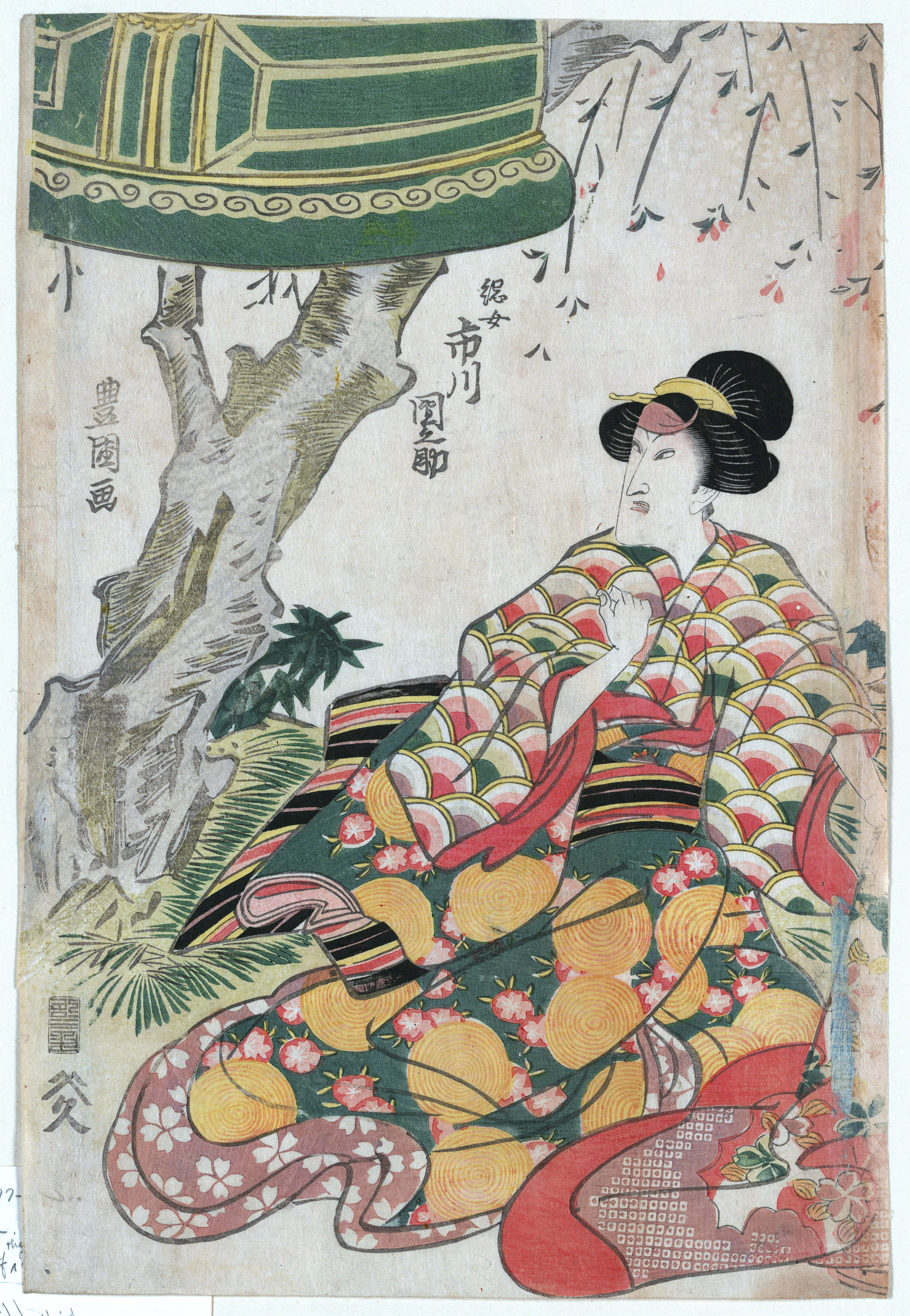
Актёр Итикава Данносукэ III[яп.] в роли Цунадзё[яп.], гравюра Утагавы Тоёкуни, 1809 год. Актёр одет в кимоно с орнаментом сэйгайха
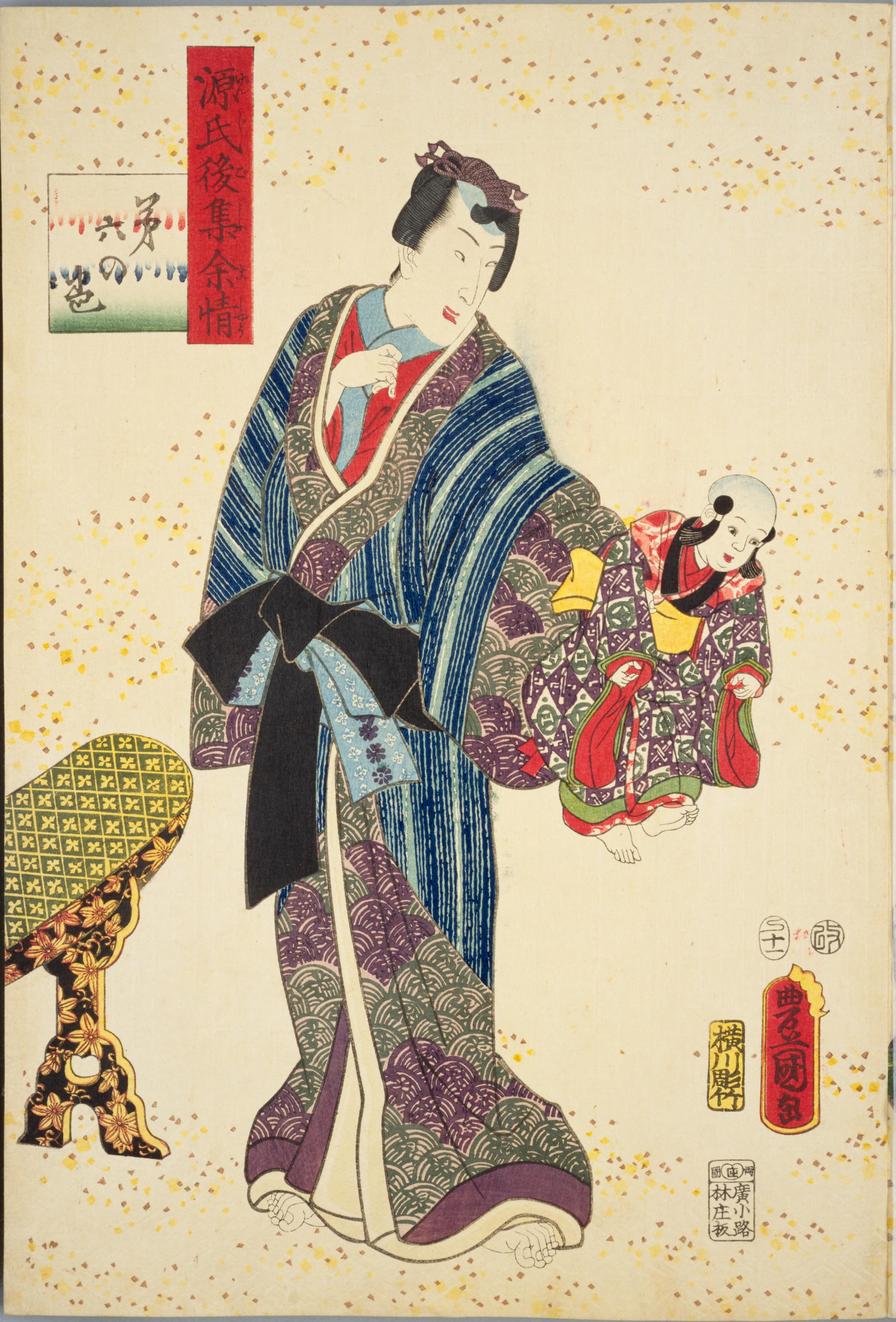
Принц Гэндзи, гравюра Утагавы Кунисады, 1857 год. Кимоно принца украшено узором сэйгайха
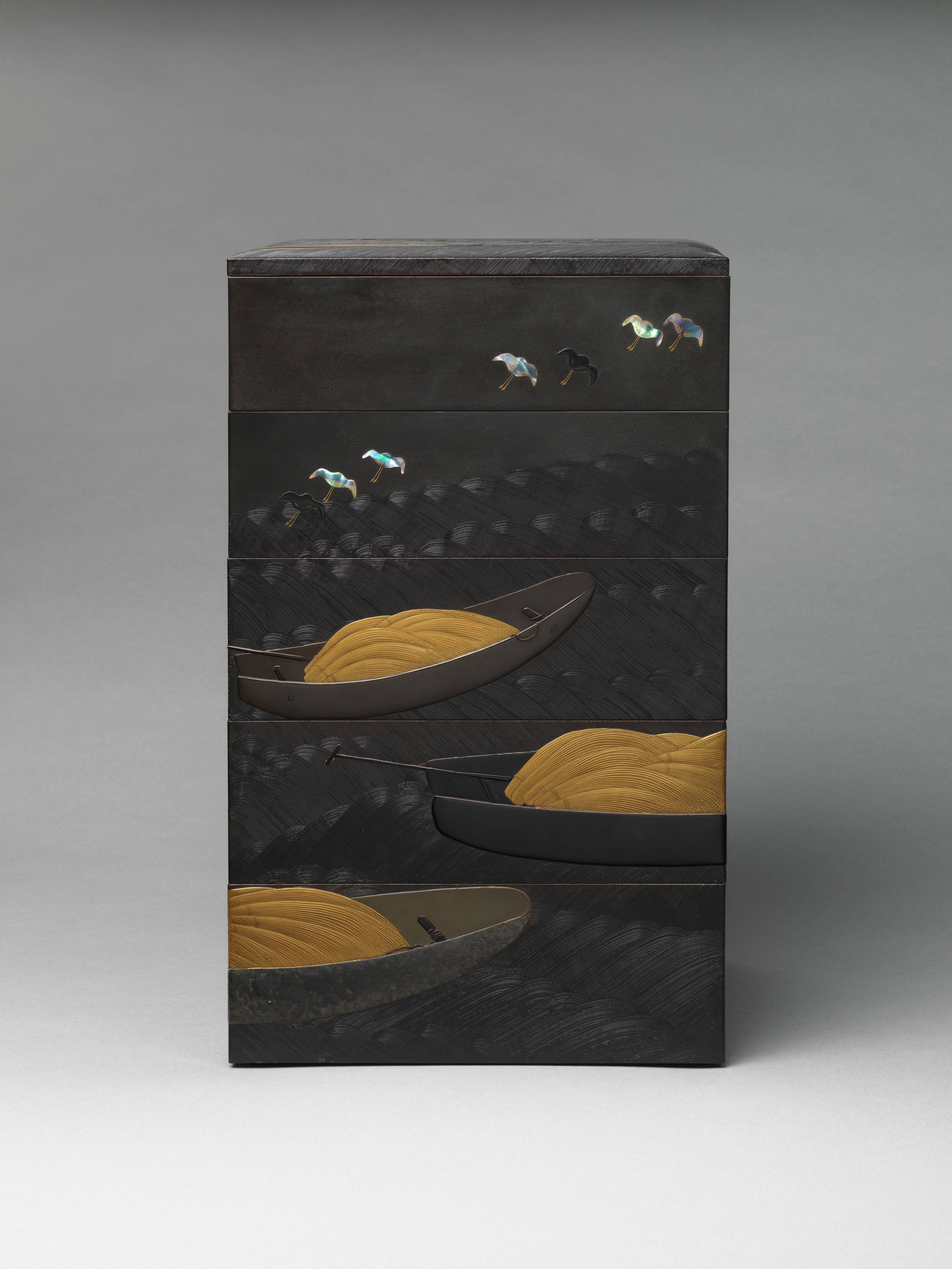
Несколькиярусная коробка дзюбако[англ.] работы Сибаты Дзэсина, вторая половина XIX века. Волны выполнены в технике сэйгайха-нури

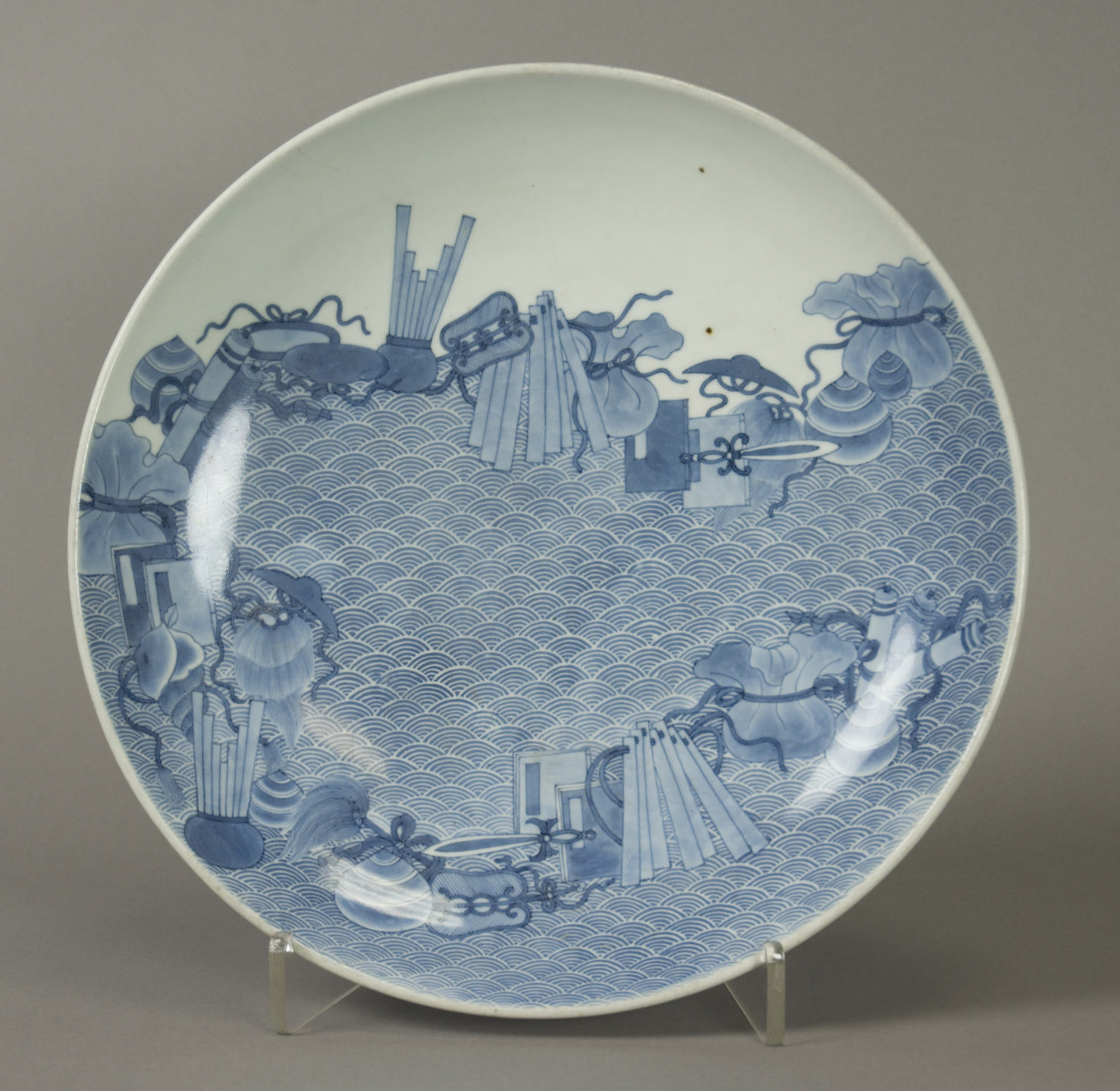
Фарфор арита, стиль набэсима, тарелка 1700–1730-х годов с узором сэйгайха
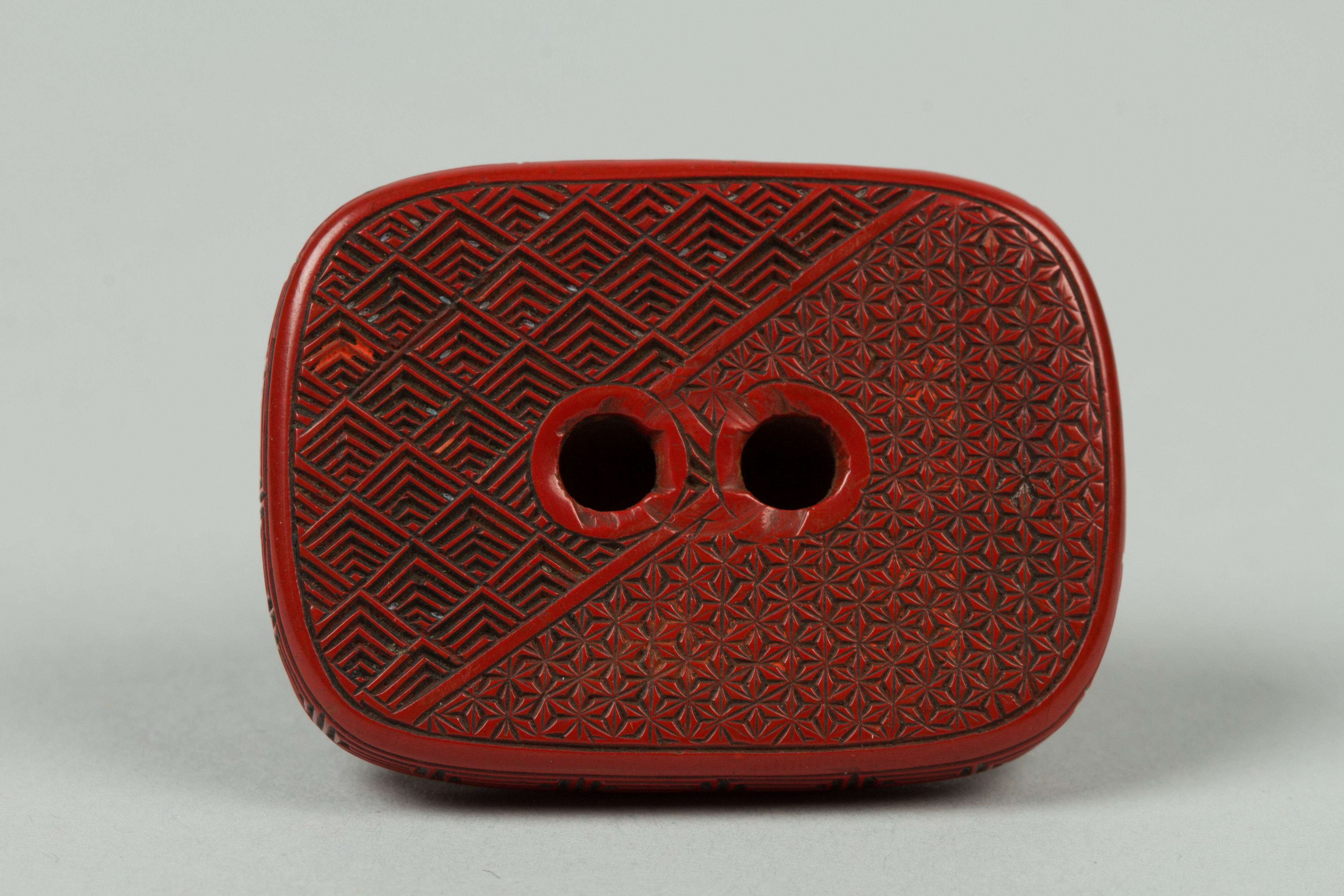
Резное нэцкэ с узорами хиси-сэйгайха слева вверху и аса но ха справа внизу. XIX век
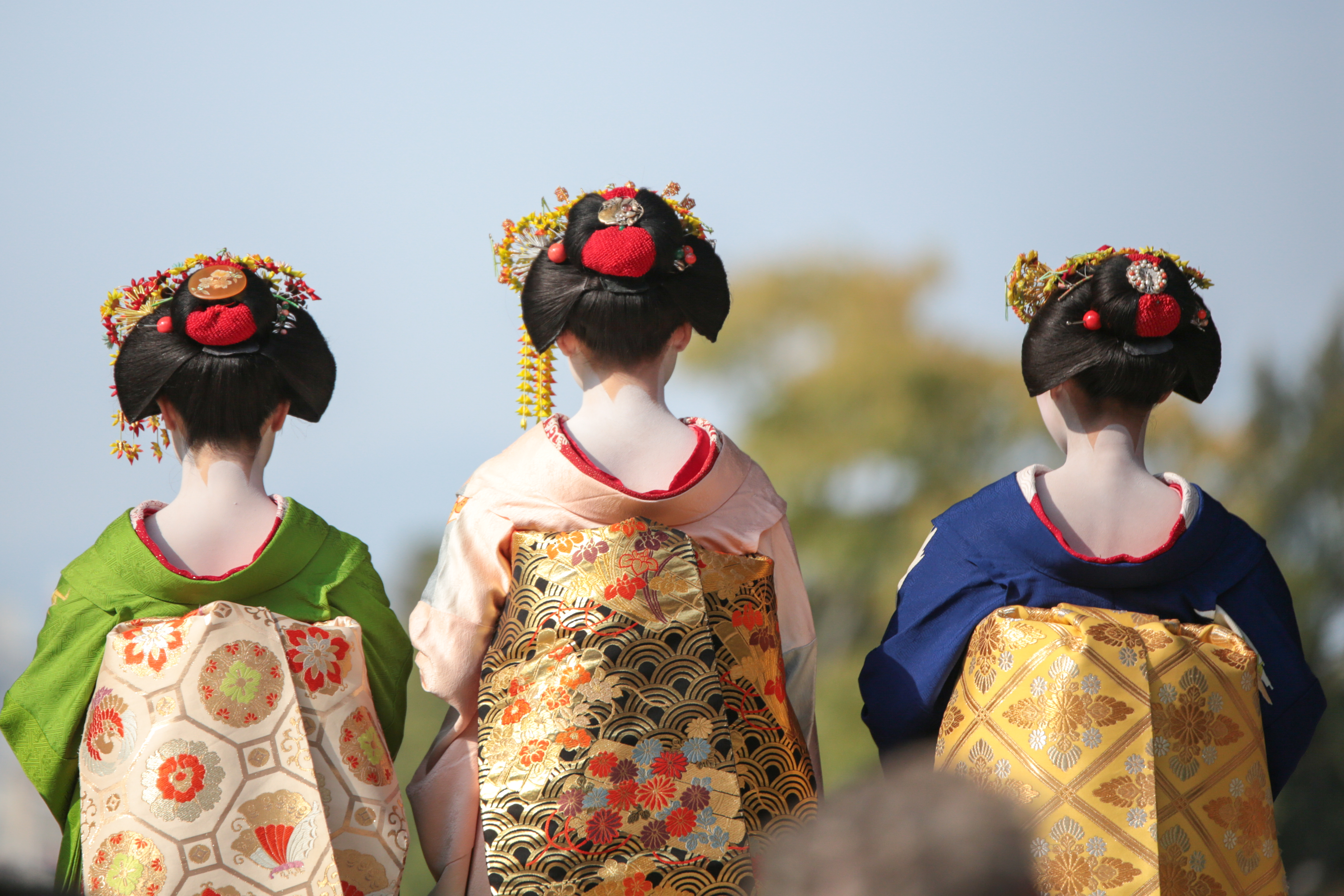
Современные майко (ученицы гейш) в 2013 году, вид сзади. У центральной пояс украшен орнаментом сэйгайха